# Габріела Гурська
Габріела Гурська (пол. Gabriela Górska, 2 липня 1939, Воля-Пенкошевська — 24 червня 2013, Пясечно) — польська письменниця-фантастка, журналістка та діяч «Солідарності».

## Біографія
Габріела Гурська народилася у Волі Пенькошевській в родині зем'янського походження. Закінчила у 1957 році юридичний факультет Варшавського університету. Друкуватися почала ще в шкільному віці, у 1957 році отримала премію за літературний репортаж на конкурсі, організований газетою «Głos Wybrzeża». З кінця 50-х років ХХ століття розпочала публікувати статті та оповідання у різних польських періодичних виданнях, зокрема «Zwierciadło», «Głos Wybrzeża», «itd». У 1977 році опублікувала свій перший роман «Великий шанс» (пол. Wielka szansa), за який отримала дві нагороди: спеціальну премію Спілки польських письменників, вручену їй особисто головою спілки Ярославом Івашкевичем, а також друге місце в літературному конкурсі, організованому видавництвом ЛСВ на честь 30-річчя видавництва. Пізніше на основі роману створений телефільм, уривки роману читалися в радіопередачах Польського Радіо, вийшов також аудіозапис роману для незрячих. наступні 10 років письменниця опублікувала кілька науково-фантастичних романів та збірок оповідань, а також твори для дітей та нефантастичні оповідання. Габріела Гурська була також авторкою двох радіоп'єс «Учень Гіппократа» (пол. Uczeń Hipokratesa) і «Потрапити на ковчег» (пол. Zdążyć do Arki), п'єси «Дочка Пігмаліона» (пол. Córka Pigmaliona), разом із співавтором Мареком Тадеушем Новаковським, а також сценарію телефільму під початковою назвою «Інші» (пол. Inny), написаного у співавторстві зі своїм чоловіком Анджеєм Крижановським, пізніше знятого під назвою «Рудий» (пол. Rudy) режисером Мацеєм Гаремським для TVP.
З 1974 року Габріела Гурська працювала секретарем у Видавництві Польських Профспілок. У цей час вона стала організатором осередку профспілки «Солідарність» у видавництві. Після запровадження у Польщі воєнного стану Гурську в 1982 році звільнили з роботи.
Уже після звільнення з роботи Габріела Гурська опублікувала три науково-фантастичні романи: «Контакт» (пол. Kontakt), «Пекельний трикутник» (пол. Piekielny Trójkąt) і «Останній безсмертний» (пол. Ostatni nieśmiertelny). Останнім великим твором письменниці став біографічний роман «Гра в стільці» (пол. Gra o stołki), в якому вона описує час становлення профспілки «Солідарність» та боротьбу поляків проти комуністичного режиму.
Більша частина творів Габріели Гурської написана не в жанрі твердої наукової фантастики, а є радше філософською фантастикою, яка робить спробу за допомогою показу в своїх творах майбутнього оцінити сучасність, показати необхідність подальшого морального розвитку людства, а також шляхи подальшого розвитку людської цивілізації.
Останні роки свого життя Габріела Гурська провела в батьківському будинку в Пясечно, де й померла після важкої хвороби 24 червня 2013 року.

## Твори

### Романи
- Великий шанс (пол. Wielka Szansa, 1976)
- Контакт (пол. Kontakt, 1982)
- Пекельний трикутник (пол. Piekielny Trójkąt, 1986)
- Останній Безсмертний (пол. Ostatni Nieśmiertelny, 1988)

### Збірки
- Instar omnium (1979)
- Прецедентна справа (пол. Sprawa Precedensowa, 1980)
- Замкнуте коло (пол. Zamknięty Krąg, 1981)
- Вузол (пол. Węzeł, 1985)
- Три дні на кредит (пол. Trzy Dni na Kredyt, 1987)